# Закон про свободу інформації
Закон про свободу інформації (англ. Freedom of Information Act, FOIA [ˈfɔɪjə] FOY-yə) — знакова подія в історії розвитку інформаційного суспільства. Згідно з цим законом всі федеральні відомства США повинні забезпечувати громадянам вільний доступ до всієї наявної інформації, окрім тієї, яка стосується національної оборони, правоохоронних органів, фінансових та особових документів.
Закон про свободу інформації був підписаний Президентом США Ліндоном Джонсоном 4 липня 1966 року.